# 교통 계획

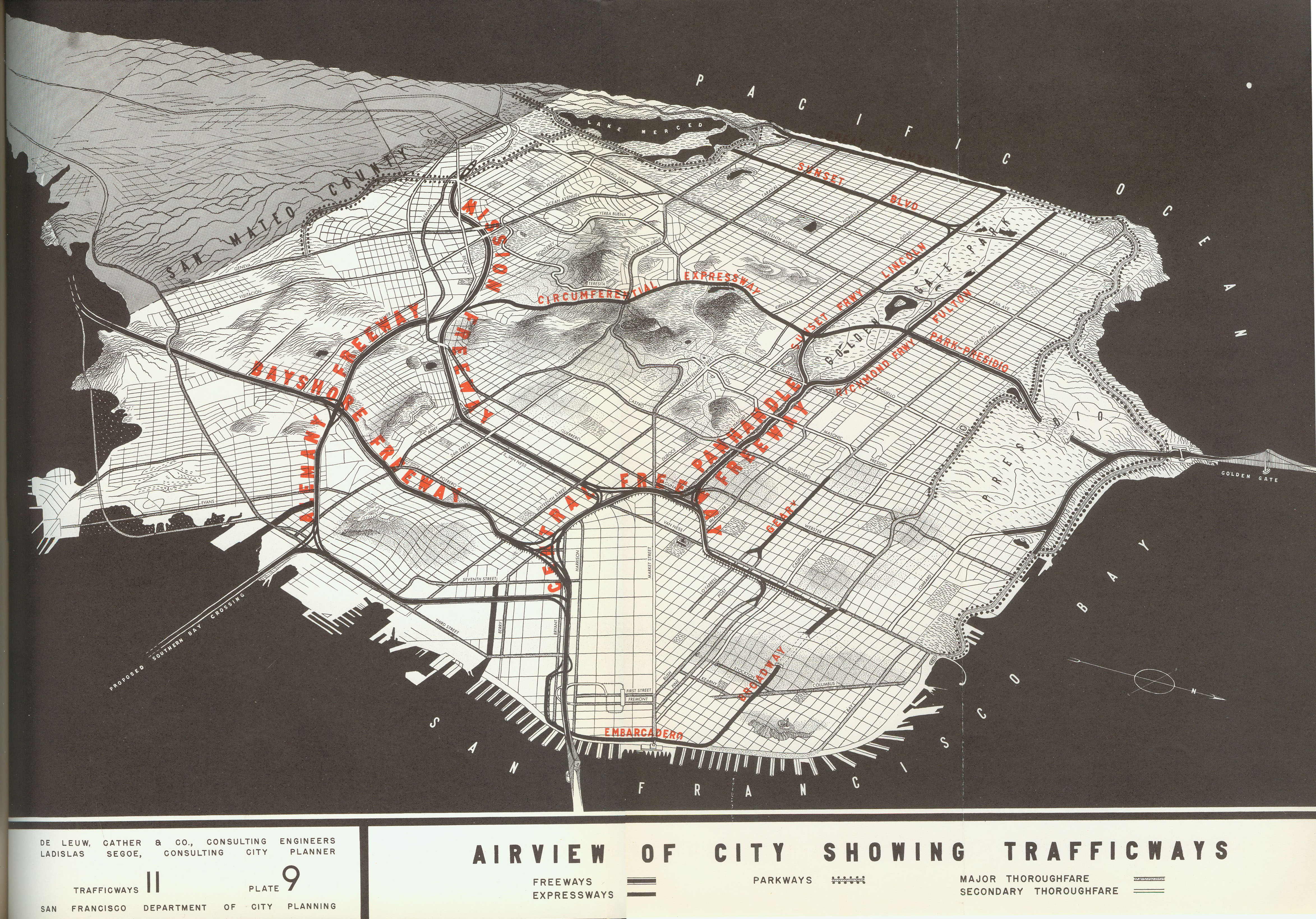
프리웨이 리볼트(Freeway Revolt)에 영감을 준 1948년 샌프란시스코 도로 계획

교통 계획(transportation planning)은 사람과 물품을 목적지로 이동시키기 위한 미래의 요구에 대비하기 위해 미래 정책, 목표, 투자, 공간 계획 설계를 정의하는 프로세스이다. 오늘날 실행되는 것처럼 이는 다양한 정부 기관, 공공 및 민간 기업을 포함한 많은 이해관계자의 의견을 통합하는 협업 프로세스이다. 교통 계획자는 유익한 결과에 영향을 미치기 위해 다양한 대안과 교통 시스템에 대한 영향을 분석하는 데 다중 모드 및 포괄적인 접근 방식을 적용한다.
교통 계획은 교통 시설(일반적으로 길거리, 고속도로, 자전거 도로 및 대중교통 노선)의 평가, 평가, 설계 및 부지 선정과 관련된다.

## 같이 보기
- 보행자 공간
- 교통공학